# Presse qui roule
Singles de Florent Pagny
Ça fait des nuits
(1990) Prends ton temps
(1991)
Presse qui roule est une chanson écrite, composée et interprétée par Florent Pagny, figurant sur le premier album studio du chanteur, Merci, sorti le 26 mars 1990. Elle est le troisième extrait de l'album à paraître en single en décembre 1990.
Critique à peine voilée de la presse dans lequel Pagny règle ses comptes avec les tabloïds en raison de l'emballement médiatique sur sa relation avec Vanessa Paradis, en raison de leur différence d'âge, la chanson provoque un scandale à sa sortie, qui lui vaudra un boycott presque généralisée de la presse pendant plusieurs années et entraînant à cette période une baisse des ventes de ses disques, sa rupture avec Vanessa Paradis et des problèmes financiers,. Le titre connaît un accueil modéré au Top 50, où il s'est classé onze semaines à partir du 22 décembre 1990, dont une à la 24e place lors de sa cinquième semaine de présence.
La chanson sera parodiée par Les Inconnus dans le sketch Florent Brunel dans lequel Bernard Campan incarne un artiste, mélange de Pagny et de Patrick Bruel, dont le titre Casser les couilles, est une référence à peine cachée de Presse qui roule et de Casser la voix de Bruel.
Pagny devra attendre sa rencontre en 1992 avec sa future femme Azucena Caamano, qui va le soutenir, pour reprendre sa carrière en main et se relancer de manière durable avec l'aide de Jean-Jacques Goldman avec l'album Rester vrai (1994), succès qui se confirmera avec l'énorme triomphe de la compilation Bienvenue chez moi (1995).

## Format
45 tours Philips 878 570-7
| No | Titre                    | Paroles       | Musique                     | Durée |
| -- | ------------------------ | ------------- | --------------------------- | ----- |
| 1. | Presse qui roule (Remix) | Florent Pagny | Florent Pagny               | 4:10  |
| 2. | Heureux de vivre         | Florent Pagny | Florent Pagny, Marc Meunier | 3:40  |

## Classement hebdomadaire
| Classement (1990-91) | Meilleure place |
| -------------------- | --------------- |
| France (SNEP)        | 24              |